# Садочње
Садочње (слч. Sádočné) насељено је мјесто са административним статусом сеоске општине (слч. obec) у округу Повашка Бистрица, у Тренчинском крају, Словачка Република.

## Становништво
| Година:    | 1994. | 2004.    | 2014.   | 2024.   |
| ---------- | ----- | -------- | ------- | ------- |
| Број људи: | 181   | 161      | 165     | 158     |
| Разлика:   |       | -11,04 % | +2,48 % | -4,24 % |

| Година:    | 2023. | 2024.   |
| ---------- | ----- | ------- |
| Број људи: | 159   | 158     |
| Разлика:   |       | -0,62 % |

Према подацима о броју становника из 2024. године насеље је имало 158 становника.